# Degerfors
Degerfors es una localidad del municipio de Degerfors en la provincia de Örebro en Suecia, y en 2010 su población era de 7160 habitantes. Degerfors es la sexta ciudad más grande de la provincia de Örebro, localizada al sur del lago Möckeln, a 13 km al sur de la ciudad vecina de Karlskoga.
El Degerfors la economía gira alrededor de la industria del hierro, la cual está a cargo del conglomerado finlandés Outokumpu Oyj. También cuenta con un equipo de fútbol, el Degerfors IF, el cual ha llegado a jugar en la Allsvenskan, la primera división nacional.

## Historia
Degerfors tradicionalmente ha estado conectada con la industria del hierro, asociada con miembros de la familia Camitz. El asentamiento (originalmente llamado Johannelund) creció y adquirió el estatus de localidad en 1912. Actualmente es parte del municipio de Degerfors.
En la década de los años 1870, un grupo de personas nativas del área de Degerfors emigraron a la región Ural, la cual era parte del Imperio ruso.